# Římskokatolická farnost Klučenice
Římskokatolická farnost Klučenice (latinsky Kluczenecium) je územní společenství římských katolíků v Klučenicích a okolí. Organizačně spadá do vikariátu Písek, který je jedním z deseti vikariátů českobudějovické diecéze.

## Historie farnosti
Zdejší farnost, obnovená v roce 1672, až do roku 1993 patřila do pražské arcidiecéze.

## Kostely a kaple na území farnosti
| Kostel                                           | Místo     | Bohoslužba | Bohoslužba | Poznámka     |
| ------------------------------------------------ | --------- | ---------- | ---------- | ------------ |
| kostel sv. Jana Křtitele a sv. Antonína Velikého | Klučenice | neděle     | 9.30       | farní kostel |

## Ustanovení ve farnosti
Administrátorem excurrendo byl Jindřich Jan Nepomuk Löffelmann OPraem, farní vikář milevské farnosti, později jej vystřídal Vavřinec Martin Šiplák, OPraem.